# Даманхур
Даманхур е град в област Бухайра, Египет. Населението му е 278 413 жители (по приблизителна оценка от юли 2018 г.). Намира се на 160 км северозападно от Кайро. Градът има средиземноморски климат. Вали през зимата, през останалите сезони рядко има валежи в града.

## Личности
- Ахмед Зеуаил, химик, роден в града.